# Capitalisme

Hong Kong, és una ciutat autònoma de la Xina amb un model econòmic capitalista amb alts "índexs de llibertat econòmica" que la fa molt diferent de la resta de l'economia xinesa (caracteritzada per baixos "índexs de llibertat econòmica"). Segons alguns estudis això ha permès a Hong Kong ser una de les economies més pròsperes del planeta, amb un PIB per capita i un IDH molt alts.

El capitalisme es forma per mitjà de la propietat privada dels mitjans de producció i la llibertat de gestionar-los. En la imatge un exemple d'empresa privada a Oxford.

El capitalisme és un sistema econòmic en què els mitjans de producció són, en majoria, propietat privada, i en què el capital s'inverteix en la producció, distribució i el comerç dels béns i serveis per tal d'obtenir guanys o el benefici màxim en un mercat lliure i competitiu. S'hi inclouen factors de producció com ara la terra i altres recursos naturals, així com la mà d'obra i els béns capitals. Diverses teories han intentat explicar el concepte de capitalisme, justificar o criticar la propietat privada del capital i explicar l'operació dels mercats per afectar l'aplicació o eliminació de la regulació governamental sobre la propietat i els mercats.
Les pràctiques econòmiques capitalistes es van institucionalitzar a Europa entre els segles xvi i xix, encara que algunes característiques de l'organització capitalista ja existien des de l'edat antiga. El capitalisme ha emergit en el món occidental com el sistema econòmic dominant des del declivi del feudalisme eliminant les restriccions polítiques i religioses sobre l'intercanvi capitalista. Des de la Revolució Industrial, el capitalisme s'ha estès gradualment d'Europa (en especial des de la Gran Bretanya) a altres regions del món. Durant els segles xix i xx, el capitalisme va ser el mitjà més comú (encara que no pas l'únic) d'industrialització.
El concepte de capitalisme té un valor analític limitat, atesa la gran varietat dels casos històrics sobre els quals s'estudia i que varien amb el temps, la regió, la política i la cultura. Alguns economistes han categoritzat diferents tipus de capitalisme, que depenen de la concentració del poder i la riquesa econòmica així com dels mètodes de l'acumulació de capital (Scott 2005). Durant l'últim segle, el capitalisme va ser contrastat (i fins i tot contraposat) a les economies planificades i al comunisme. La majoria dels països desenvolupats, encara que no tots, són economies capitalistes o de mercat mixt en què existeix la propietat pública i la regulació del govern sobre la producció, el comerç, el cobrament d'impostos, l'oferta de diners i la disponibilitat de la infraestructura física.

## Etimologia
L'arrel de la paraula capitalisme, capital prové del llatí capitalis que es deriva, alhora, de caput, "cap", en referència als caps del bestiar. Es va començar a utilitzar aquest terme per referir-se a les persones que posseïen riqueses. El significat modern de la paraula capitalisme el va originar Richard de Radonvilliers el 1842. Pierre Leroux (1848) i William Thackeray (1854, la primera aparició en anglès) entre d'altres. Karl Marx i Friedrich Engels van parlar de la "forma capitalista de la producció" (capitalistishe produktionsofrm) però no van fer ús de la paraula "capitalisme".
Al començament del segle xx, el terme va començar a popularitzar-se. Per Max Weber en el seu llibre, L'ètica protestant i l'esperit del capitalisme (1904), el capitalista (per raons religioses, segons Weber) decideix no consumir tots els seus béns; s'organitza de manera racional i metòdica amb l'únic propòsit de produir; acumula i inverteix els seus béns per produir-ne més i més, no pas amb la finalitat de consumir-los en el futur, sinó a partir d'una lògica de pura de creixement. Aquí, i només aquí, apareix una ruptura major en relació amb els sistemes anteriors, els quals funcionaven (llevat dels més primitius) igualment, o almenys en part, sobre la recerca dels guanys i de l'acumulació de capital. El capitalisme, originalment, era un concepte sociològic, de l'anàlisi del funcionament econòmic d'algunes societats.
Sovint, en la pràctica hom oposa el capitalisme a:
- l'economia primitiva, en què els intercanvis són marginals i cada grup explota la naturalesa per compta pròpia;
- l'economia de potlatch o els intercanvis que encara que són importants, no duen a una acumulació de capital (ni tan sols a consumir-lo, ja que els béns es destrueixen després de l'intercanvi) sinó a una demostració simbòlica del poder estatutari;
- el comunisme, que dissenya de manera general una teoria d'organització política, social i econòmica sense classes socials amb la intenció de crear un plantejament comú dels mitjans de producció i dels béns de consum per respondre a les necessitats de cada persona (tanmateix, en la pràctica, poques societats han aplicat el comunisme pur).
- el comunisme pràctic o socialisme d'Estat, en què la propietat privada es redueix al mínim i en què tot el capital productiu es gestiona col·lectivament.

Cal notar, per descomptat, que les formes polítiques rarament són pures en pràctica, de tal sort que el capitalisme coexisteix en gran part amb els altres sistemes. Alguns teòrics advoquen explícitament les formes mixtes amb dosis variades segons el camp i l'objectiu.
El capitalisme depèn d'un sistema polític i legislatiu en operació: una de les bases necessàries és l'existència d'una protecció jurídica de la propietat privada i dels mitjans per fer respectar aquesta propietat (justícia, policia, exèrcit). Generalment s'admet que un Estat és necessari per realitzar aquestes tasques. No obstant això, els anarcocapitalistes consideren que l'Estat és il·legítim i perillós i que els homes poden prescindir-ne, utilitzant només llur pròpia capacitat de defensa o el dret natural així com del suport d'organismes privats.

## Capital, treball i règim de propietat
En els sistemes capitalistes la titularitat de la major part dels mitjans de producció és basat en la propietat privada. Els mitjans de producció operen principalment en funció del benefici i en el qual els interessos directius. S'accepta que en un sistema capitalista, la major part de les decisions d'inversió de capital estan determinades per les expectatives de benefici, per la qual cosa la rendibilitat del capital invertit té un paper molt destacat en la vida econòmica. Juntament amb el capital, el treball es refereix al gran conjunt d'elements de producció (alguns autors afegeixen un factor tradicionalment anomenat «terra» que en termes generals pot representar qualsevol tipus de «recurs natural»). El paper decisiu del treball, juntament amb el capital, fan que un dels aspectes importants del capitalisme sigui la competència en l'anomenat mercat de treball assalariat.
Sobre la propietat privada, els sistemes capitalistes tendeixen al fet que els recursos invertits pels prestadors de capital per a la producció econòmica, estiguin en mans de les empreses i persones particulars (accionistes). D'aquesta forma als particulars se'ls facilita l'ús, ocupació i control dels recursos que s'utilitzen en la producció de béns i serveis. En els sistemes capitalistes es busca que no existeixin massa restriccions per a les empreses sobre com usar millor els seus factors de producció (capital, treball, recursos disponibles).
Entre les característiques generals del capitalisme es troba la motivació basada en el càlcul cost-benefici dins d'una economia d'intercanvi basada en el mercat, l'èmfasi legislativa en la protecció d'un tipus específic d'apropiació privada (en el cas del capitalisme particularment de John Locke), o el predomini de les eines de producció en la determinació de les formes socioeconòmiques.

## Contracte lliure, guanys i mobilitat social
El capitalisme es considera un sistema econòmic en el qual el domini de la propietat privada sobre els mitjans de producció exerceix un paper fonamental. És important comprendre el que s'entén per propietat privada en el capitalisme, ja que existeixen múltiples opinions, malgrat que aquest és un dels principis bàsics del capitalisme: atorga influència econòmica als qui posseeixen la propietat dels mitjans de producció (o en aquest cas el capital), donant lloc a una relació voluntària de funcions i de comandament entre l'ocupador i l'empleat. Això crea al seu torn una societat de classes mòbils en relació amb l'èxit o fracàs econòmic al mercat de consum, la qual cosa influeix en la resta de l'estructura social segons la variable de capital acumulat; per aquesta raó en el capitalisme la pertinença a una classe social és movible i no estàtica.
Les relacions econòmiques de producció i l'origen de la cadena de comandament —incloent l'empresària per delegació— és establerta des de la titularitat privada i exclusiva dels propietaris d'una empresa. La propietat i l'usdefruit queda així en mans de qui va adquirir o crear el capital i ha de tornar l'interès de la seva òptima utilització, cura i acumulació, amb independència que l'aplicació productiva del capital es generi mitjançant la compra del treball, això és, el sou, realitzat pels assalariats de l'empresa.
Una de les interpretacions més difoses assenyala que en el capitalisme, com a sistema econòmic, predomina el capital —activitat empresarial, mental— sobre el treball —activitat corporal— com a element de producció i creador de riquesa. El control privat dels béns de capital sobre altres factors econòmics té la característica de fer possible negociar amb les propietats i els seus interessos a través de rendes, inversions, etc. Això crea l'altre distintiu del capitalisme que és el benefici o guany com a prioritat en l'acció econòmica en funció de l'acumulació de capital que per via de la compra del treball pot separar-se del treball assalariat.

## Organitzacions per interès individual
D'acord amb nombrosos economistes, el capitalisme podria organitzar-se a si mateix com un sistema complex sense necessitat d'un mecanisme de planejament o guia externa. Aquest fenomen és anomenat laissez faire. La frase «laissez faire, laissez passer» és una expressió francesa que significa «deixeu fer, deixeu passar», referint-se a una completa llibertat en l'economia: lliure mercat, lliure manufactura, baixos o nuls impostos, lliure mercat laboral, i mínima intervenció dels governs. Va ser usada per primera vegada per Jean-Claude Marie Vicent de Gournay, fisiòcrata del segle xviii, contra l'intervencionisme del govern en l'economia. Altres economistes moderns han assenyalat la conveniència de les regulacions, especialment si es tenen en compte que les economies estan inserides en sistemes sociopolítics i mediambientals que també és necessari preservar. Referent a això el mateix president Franklin D. Roosevelt, en un missatge al Congrés del 29 d'abril de 1938 va arribar a afirmar:
| « | la llibertat d'una democràcia no està fora de perill si la gent tolera el creixement del poder en mans privades fins al punt que es converteix en una mica més fort que el propi estat democràtic. | » |

 Franklin D. Roosevelt,
En qualsevol cas és innegable, que per als uns i els altres el procés de cerca de beneficis té un rol important (ja es prefereixi una economia amb certa regulació o una totalment desregulada). S'admet que a partir de les transaccions entre compradors i venedors emergeix un sistema de preus, i els preus freqüentment sorgeixen com un senyal de quines són les urgències i necessitats insatisfetes de les persones, si bé alguns autors assenyalen que poden existir fallades de mercat sota circumstàncies específiques. La promesa de beneficis els dona als emprenedors l'incentiu per usar el seu coneixement i recursos per satisfer aquestes necessitats. De tal manera, les activitats de milions de persones, cadascuna buscant el seu propi interès, es coordinen i complementen entre elles.

## Liberalisme i paper de l'Estat
La doctrina política que històricament ha encapçalat la defensa i implantació d'aquest sistema econòmic i polític ha estat el liberalisme econòmic i clàssic del qual es considera els seus pares fundadors a John Locke, Juan de Mariana i Adam Smith. El pensament liberal clàssic sosté en economia que la intervenció del govern ha de reduir-se a la seva mínima expressió. Només ha d'encarregar-se de l'ordenament jurídic que garanteixi el respecte de la propietat privada, la defensa de les anomenades llibertats negatives: els drets civils i polítics, el control de la seguretat interna i externa (justícia i protecció), i eventualment la implantació de polítiques per garantir el lliure funcionament dels mercats, ja que la presència de l'Estat en l'economia pertorbaria el seu funcionament. Els seus representants contemporanis més prominents són Ludwig von Mises i Friedrich Hayek per part de l'anomenada Escola austríaca d'economia; George Stigler i Milton Friedman per part de l'anomenada Escola de Chicago, existint profundes diferències entre ambdues.
Existeixen altres tendències dins del pensament econòmic que assignen a l'Estat funcions diferents. Per exemple els que s'adscriuen al sostingut per John Maynard Keynes, segons el qual l'Estat pot intervenir per incrementar la demanda efectiva en època de crisi. També es pot esmentar als politòlegs que donen a l'Estat i a altres institucions un paper important per controlar les deficiències del mercat (una línia de pensament en aquest sentit és el neoinstitucionalisme).

## Perspectives sobre les característiques del capitalisme
El concepte de capitalisme ha evolucionat al llarg del temps, i els teòrics posteriors elaboren les seves anàlisis a partir de les teories anteriors. A més, els components que s'utilitzen per definir el capitalisme —com ara la propietat privada, els mercats i la inversió— han evolucionat junt amb els canvis en la teoria, en la llei, i en la pràctica. Les següents seccions descriuen les diverses perspectives en què els teòrics no necessàriament estan d'acord amb totes les definicions i característiques de l'escola de pensament a la qual pertanyen, però han participat en el debat per entendre el que és el capitalisme.

### Política econòmica clàssica

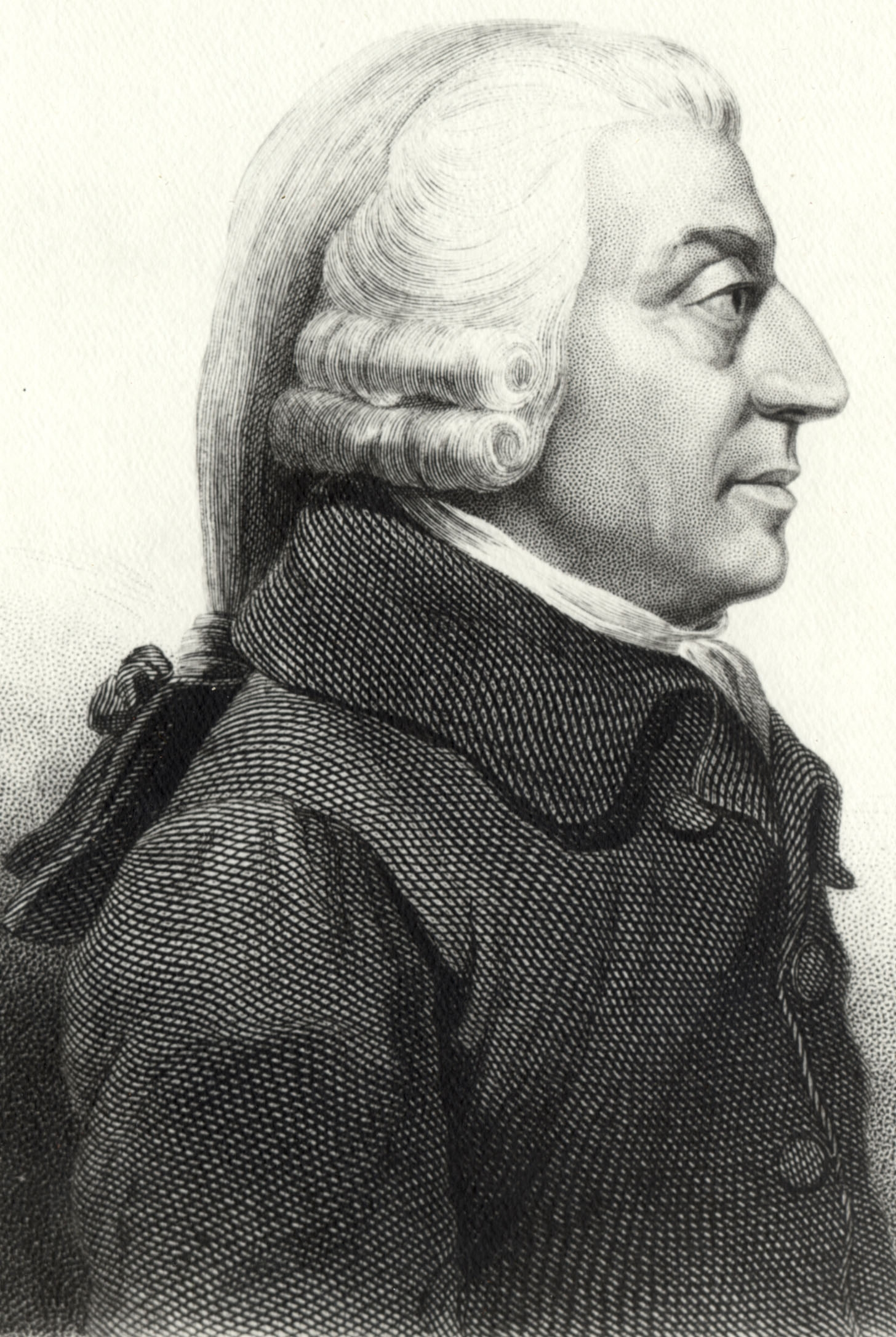
Adam Smith

La tradició "clàssica" del pensament econòmic va sorgir a la Gran Bretanya a finals del segle xviii. Els economistes polítics clàssics, Adam Smith, David Ricardo, Jean-Baptiste Say i John Stuart Mill van publicar anàlisis de la producció, la distribució i l'intercanvi de béns en una economia capitalista que ha format el fonament de l'estudi de la majoria dels economistes contemporanis. Les contribucions a aquesta tradició també es troben en les obres de David Hume i els fisiòcrates com ara Richard Cantillon.
La crítica d'Adam Smith sobre el mercantilisme i el seu raonament sobre els "sistemes de llibertat natural" (1776) són considerades el començament de l'economia política clàssica, encara que Anders Chydenius (1729-1803) el liberal clàssic de la història nòrdica, va publicar un llibre anomenat Els Guanys Nacionals el 1765 en què proposave idees de llibertat de comerç i indústria i explorava la relació entre l'economia i la societat i exposava els principis del liberalisme i el capitalisme.
Adam Smith va proposar tres conjunts de conceptes que encara són fortament associats amb el capitalisme actual, en especial la seva teoria de la "mà invisible" del mercat, per mitjà de la qual la recerca de l'interès individual produeix el bé col·lectiu per a tota la societat. Va criticar els monopoli, les tarifes i els impostos al comerç i altres restriccions de l'Estat durant el seu temps i creia que el mercat era l'àrbitre més eficient dels recursos. David Ricardo compartia aquest punt de vista. Ricardo seria el segon economista clàssic més important i un dels més influents de l'època contemporània. En el seu llibre "Els Principis de l'Economia i el Cobrament d'Impostos" va exposar la famosa teoria de l'avantatge comparatiu, la qual demostra, matemàticament, els avantatges del comerç, fins i tot si un dels participants és menys eficient en tots els tipus de producció econòmica. Aquest principi es va convertir en el fonament del comerç internacional lliure. Ricardo creia en la llei de Say, que estableix que l'ocupació plena és, o hauria de ser, l'equilibri normal d'una economia perfectament competitiva. També va argumentar que la inflació està relacionada amb els canvis en la quantitat de diners i de crèdit, i va proposar la llei dels rendiments decreixents que estableix que cada unitat addicional d'entrada produeix cada vegada menys productes de sortida marginalment.
Els ideals de l'economia clàssica política estan associats amb la doctrina liberal clàssica de la mínima regulació o intervenció del govern en el funcionament de l'economia. No obstant això, algunes branques del capitalisme liberal distingeixen entre l'economia i altres qüestions de l'activitat social en què l'Estat ha d'intervenir.

### L'economia política marxista

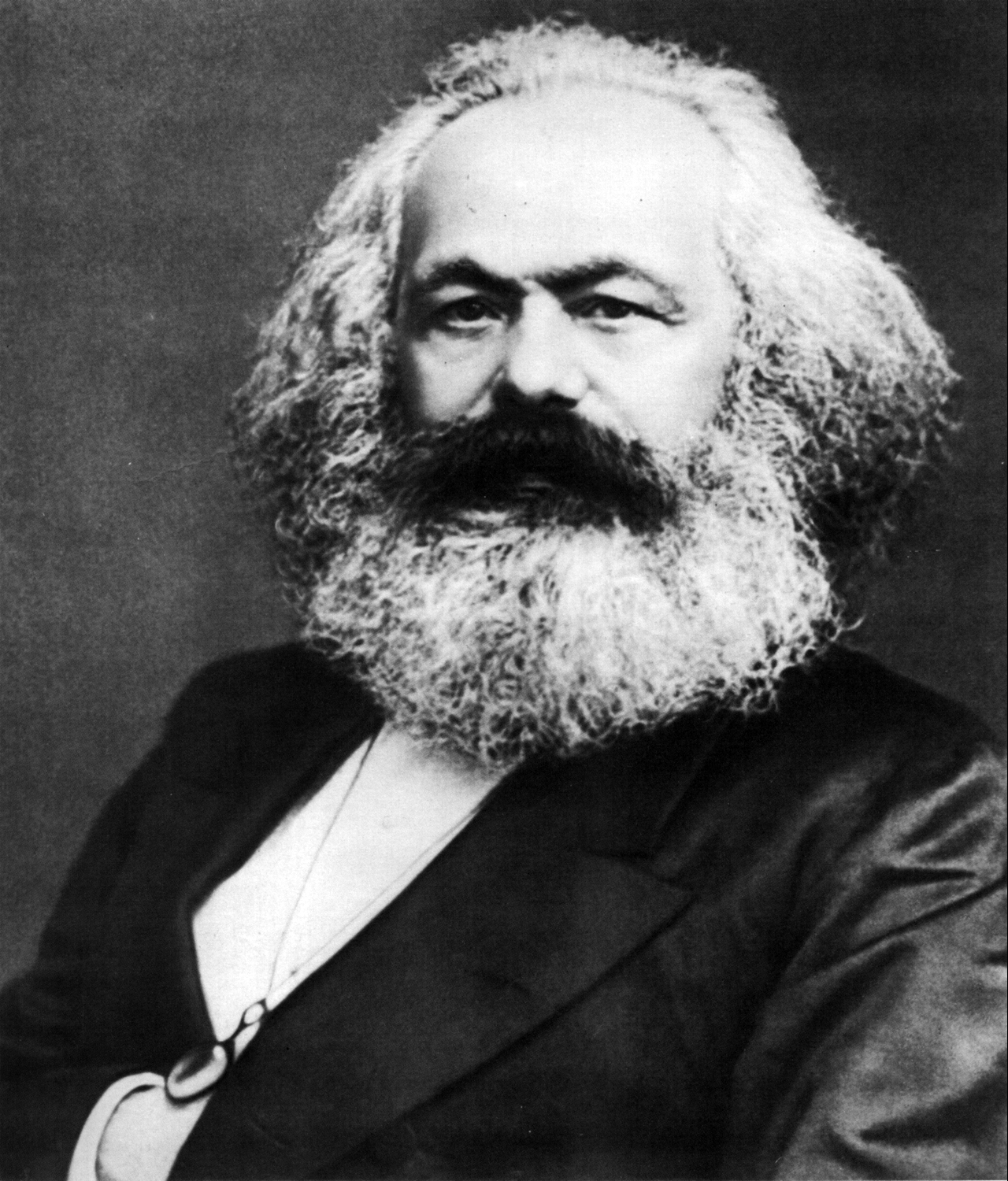
Karl Marx

Per a Karl Marx el capitalisme era un tipus específic i històric de producció, (és a dir, la manera en què la propietat privada s'administra en combinació amb les relacions socials entre els individus basades en llur connexió amb el procés de producció), i en què el capital s'havia convertit en el mitjà de producció dominant. L'estat de desenvolupament capitalista o la "societat burgesa" representava, per Marx, la forma més avançada de l'organització social fins llavors. Segons aquest, un sistema es pot qualificar de capitalista quan la gran majoria de la població (que rebria el nom de proletariat) és nominalment lliure, però no disposa d'altre mitjà per a la supervivència que la seva força de treball bruta, la qual ha de vendre a una minoria privilegiada propietària (la burgesia) dels mitjans de producció.
Tal com ho faria Adam Smith, Marx fa distingir el valor d'ús de les mercaderies sobre la base del seu valor d'intercanvi en el mercat. El capital, segons Marx, és creat per mitjà de la compra de les mercaderies amb el propòsit de crear noves mercaderies amb un valor d'intercanvi major, major que la suma de les compres originals. Per a Marx, l'ús de la mà d'obra s'havia convertit en una mercaderia més en el capitalisme; el valor d'intercanvi de la mà d'obra és el salari, i aquest és sempre menor que el valor que produeix per al capitalista. La diferència, argumenta Marx, constitueix un valor de superàvit o plus-vàlua que els capitalistes acumulen. Per als marxistes, la burgesia "compra" al proletariat la seva força de treball amb l'objectiu d'incrementar la seva propietat, seguint l'esquema D-M-D (Diners-Mercaderia-Diners). En el seu llibre Das Kapital, Marx argumenta que el tipus de producció capitalista es distingeix dels altres en la manera en què els propietaris del capital extreuen aquest superàvit o plus-vàlua dels treballadors: totes les societats anteriors també l'havien estret, però, el capitalisme ho fa per mitjà del valor de venda de les mercaderies produïdes.
Segons Marx, el cicle d'extracció del superàvit que feien els propietaris del capital, o la burgesia, es convertia en el fonament de la lluita de classes. No obstant això, aquest argument també està enllaçat amb la teoria de la mà d'obra de Marx que estableix que la mà d'obra és la font de tot el valor, i per tant, dels guanys. Diversos economistes moderns, però, han rebutjat aquesta teoria, incloent-hi alguns economistes marxistes. Alguns dels economistes marxistes del segle xx entenen el capitalisme com una formació social en què els processos de la classe capitalista dominen, però no són exclusius. Altres tendències d'utilització de mà d'obra existeixen simultàniament en les societats en les que els processos capitalistes són dominants.
Els crítics de la definició marxista posen en dubte el rigor de l'oposició dialèctica entre treball i capital i el materialisme històric. Entre aquests autors és comú trobar referències al capital humà com a factor de producció, la importància de la capacitat intel·lectual de les persones.

### Sociologia política de Weber
En algunes de les ciències socials, la comprensió de les característiques del capitalisme ha estat influït força per les idees del teòric social alemany del segle xix, Max Weber. Weber considerava que l'intercanvi del mercat, i no pas la producció, era la característica més important del capitalisme; les empreses capitalistes, a diferència de les empreses dels anteriors models d'activitat econòmica, racionalitzen la producció, amb la meta de maximitzar l'eficiència i la productivitat. Segons Weber, els treballadors de les institucions precapitalistes entenien el concepte de feina en termes d'una relació entre un mestre i un aprenent en un gremi, o entre un senyor i un pagès.
En el seu llibre L'Ètica Protestant i l'Esperit del Capitalisme (1904-1905) Weber va assajar de mostrar la manera en què el capitalisme transformava els tipus tradicionals d'activitat econòmica. Segons Weber, l'esperit del còmput racional va eliminar les restriccions tradicionals sobre l'intercanvi capitalista i va promoure el desenvolupament del capitalisme modern. Aquest esperit es va codificar en lleis, permetent que els treballadors venguessin amb "llibertat" la seva feina, encoratjant el desenvolupament de la tecnologia i l'organització de la producció sobre la base dels principis racionals, i clarificant la distinció entre les vides privades i les vides públiques dels treballadors, entre llurs llars i llurs llocs de treball. A diferència de Marx, Weber no considerava que el capitalisme era la conseqüència dels canvis en els mitjans de producció, sinó que era el resultat del naixement d'un nou esperit emprenedor en els àmbits culturals i polítics. En el seu llibre, Weber va suggerir que l'origen d'aquest esperit emprenedor estava relacionat amb el naixement del protestantisme, en especial el calvinisme.
Segons Weber, el capitalisme és el sistema econòmic més avançat de la història de la humanitat. Weber relaciona el capitalisme amb la creació de les corporacions empresarials, el crèdit públic i de la burocràcia del món modern. Encara que Weber va defendre el capitalisme dels socialistes d'aleshores, sí que va considerar que les tendències de racionalització del capitalisme podrien amenaçar els valors culturals i les institucions tradicionals i que podrien convertir-se en una gàbia per a la llibertat humana.

### L'Escola Alemanya i l'Escola Austríaca

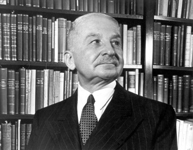
Ludwig von Mises

Des de la perspectiva alemanya, el capitalisme s'identifica amb l'organització de la producció per als mercats. Encara que aquesta perspectiva és similar a la perspectiva de Weber, el seu èmfasi en els mercats i el diners la distingeixen. Els seguidors de l'Escola alemanya creuen que el canvi principal entre les economies tradicionals històriques i el capitalisme va ser resultat del canvi de paradigma entre les restriccions al crèdit i el diners de l'època medieval i l'economia monetària moderna junt amb l'èmfasi en els guanys en la producció.
L'economista austríac Joseph Schumpeter va emfatitzar la "destrucció creativa" del capitalisme: que les economies de mercat estan en constant canvi. En qualsevol moment específic hi ha indústries que neixen i d'altres que moren. Schumpeter i altres economistes influenciats per la seva obra, argumenten que els recursos haurien de fluir de les indústries que moren cap a les indústries que neixen per tal que l'economia creixi, però reconeixen que el moviment de recursos és lent a causa de les formes institucionals que es resisteixen als canvis.
Els economistes austríacs Ludwig von Mises i Friedrich Hayek van ser els defensor més importants del capitalisme de mercat. Ells argumentaven que només el capitalisme de mercat podia gestionar una economia moderna i complexa. Ja que l'economia moderna produeix un gran nombre de béns i serveis i està formada per un gran nombre de consumidors i empresaris, els problemes d'informació són molt més grans que no pas la capacitat d'una organització (o Estat) per processar-la. Segons els economistes austríacs l'oferta genera la seva pròpia demanda.
Els conceptes de l'Escola austríaca han estat una influència força important de la ideologia liberal, que considera que el laissez-faire és l'ideal econòmic. Existeix una àmplia varietat de moviments que identifiquen el capitalisme amb les teories liberals sobre l'economia. Cal destacar que aquesta definició no és obra de liberals (molts dels quals rebutgen l'aplicació d'aquest nom a les seves teories), sinó més aviat dels moviments antiliberals que l'intentaven desprestigiar, tot i que molts defensors de l'ordre capitalista se l'han apropiat per recuperar la dignitat d'aquest sistema.
Per als crítics, la identificació entre liberalisme i capitalisme és fal·laç, ja sigui perquè consideren que el sistema liberal és neutral (i que per tant podria afavorir en determinades condicions a altres elements econòmics), ja sigui perquè consideren que existeixen models capitalistes no necessàriament liberals (com ara el capitalisme d'Estat).

### Economia keynesiana

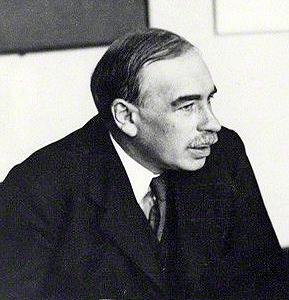
John Maynard Keynes

El britànic John Maynard Keynes, en el llibre La teoria general de l'ocupació, l'interès i el diner (1936), argumenta que el capitalisme tenia un problema bàsic en la seva habilitat per a recuperar-se dels períodes de desacceleració en la inversió. Keynes argumenta que l'economia pot romandre en un equilibri permanent malgrat l'existència de desocupació (a diferència del que proposava Ricardo), rebutjant la llei de Say. Segons Keynes algunes persones prefereixen la liquiditat, és a dir, prefereixen conservar o estalviar diners en lloc de comprar nous béns i serveis (la qual cosa activaria l'economia). Així, va suggerir que la Gran Depressió mai no acabaria si no havia una socialització àmplia de la inversió.
L'economia keynesiana va contradir la noció que l'economia capitalista de laissez-faire podia operar sense la intervenció de l'Estat el qual hauria de promoure la demanda, combatre la desocupació i la deflació que era comú durant la dècada de 1930. Ell i els seus seguidors recomanaven la despesa en dèficit del govern per tal d'evitar la recessió: reduir els impostos, incrementar els préstecs al govern i gastar durant una desacceleració econòmica. A més, s'haurien de controlar els salaris nacionalment, parcialment per mitjà de la inflació, per tal de reduir el salari real i evitar que les persones estalviïn, invertint o gastant diners reactivant així l'economia. L'Escola Austríaca, així com l'economia neoclàssica, s'oposen, però, a les premisses de Keynes.

### Economia neoclàssica i l'Escola de Chicago
En l'actualitat, la major part de la recerca acadèmica del món angloparlant es basa en el pensament econòmic neoclàssic. La teoria neoclàssica proposa la coordinació extensa del mercat amb els patrons del govern (relativament neutrals) per a regular el mercat (o el funcionament del mercat) així com per defendre els drets de propietat i no pas privilegiar a cap factor o actor social. També proposen la liberalització dels mercats laborals i de la dependència dels sistemes financers només del finançament de capital del mercat i no pas de l'Estat.
L'Escola d'Economia de Chicago és reconeguda pel seu suport a les idees monetàries i de lliure mercat. Milton Friedman, per exemple, argumenta que la Gran Depressió va ser resultat de la contracció o reducció de l'oferta de diners (que controlava la Reserva Federal) i no pas de la manca d'inversió, com argumentava Keynes. D'acord amb Friedman i els monetaristes, les economies de mercat són estables inherentment si funcionen sense intervenció i que les depressions són el resultat de les intervencions del govern.
Els economistes neoclàssics consideren que el valor és subjectiu, i que depèn de la persona i del temps i, per tant, rebutgen la teoria del valor de la mà d'obra. El marginalisme és la teoria que proposa que el valor econòmic prové de l'utilitat marginal i del cost marginal. L'economia neoclàssica considera que els capitalistes aconsegueixen els guanys en renunciar al consum present (per consum futur, d'acord amb el model intertermporal), prenent riscs i organitzant la producció.
Una nova veu és la del premi Nobel en economia, Amartya Sen, que argumenta que el lliure mercat i el creixement econòmic per se no es tradueixen necessàriament en major benestar. Segons Sen, el desenvolupament és resultat de les llibertats, llibertats de mercat, política, social i cultural. Sense llibertat política i social el creixement econòmic no produirà benestar per si mateix.

## Etapes del capitalisme
Diversos autors han intentar perioditzar el capitalisme, i segons l'enfocament adoptat, canvien les etapes incloses dins del sistema global. Seguint les tesis marxistes ampliades, aquestes serien:
1. capitalisme agrícola
2. capitalisme mercantil (Edat mitjana)
3. capitalisme industrial (les transformacions socioeconòmiques sorgides de la Revolució Industrial que van portar al naixement del moviment obrer i de les primeres crítiques al sistema).
4. capitalisme financer
5. capitalisme d'Estat (amb variants monopolístiques o no)
6. capitalisme mundial (amb la mundialització la interdependència dels mercats és creixent)
7. turbocapitalisme

Michel Aglietta les resumeix en tres fases, d'acumulació creixent de capitals: fase extensiva, fase intensiva i tardocapitalisme (que s'hauria generat a partir de la dècada dels anys 1950), amb mercats mundials i consumidors massius, més enllà de la força de treball descrita per Marx.

## Història del capitalisme

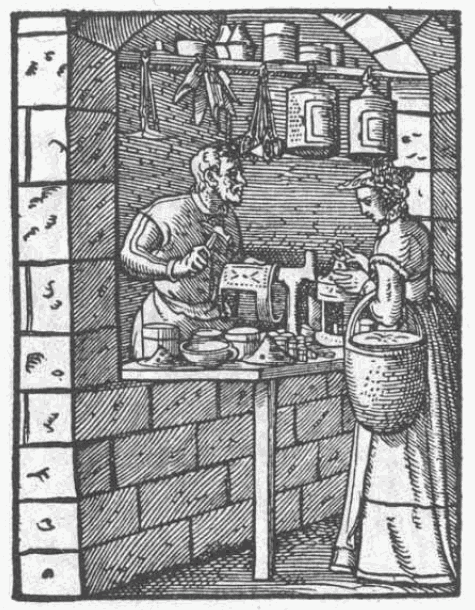
Fernand Braudel situa els orígens del capitalisme en l'edat mitjana, en algunes menudes ciutats comerciants

La història del capitalisme, en els seus orígens, fou font de grans debats sociològics, econòmics i històrics des del segle xix. Tant els mercaders com el comerç existeixen des que existeix la civilització, però el capitalisme com sistema econòmic, en teoria, no va aparèixer fins al segle xvi en Anglaterra substituint al feudalisme. Segons Adam Smith, els éssers humans sempre han tingut una forta tendència a "realitzar barates, canvis i intercanvis d'unes coses per unes altres". D'aquesta forma al capitalisme, igual que al sistema de preus i l'economia de mercat, se li atribueix un origen espontani o natural dins de l'edat moderna.
Aquest impuls natural cap al comerç i l'intercanvi va ser accentuat i fomentat per les Croades que es van organitzar a Europa occidental des del segle xi fins al segle xiii. Les grans travessies i expedicions dels segles XV i XVI van reforçar aquestes tendències i van fomentar el comerç, sobretot després del descobriment del Nou Món i l'entrada en Europa d'ingents quantitats de metalls preciosos provinents d'aquelles terres. L'ordre econòmic resultant d'aquests esdeveniments va ser un sistema en el qual predominava el comercial o mercantil, és a dir, l'objectiu principal del qual consistia a intercanviar béns i no en produir-los. La importància de la producció no es va fer palesa fins a la Revolució industrial que va tenir lloc en el segle XIX.
No obstant això, ja abans de l'inici de la industrialització havia aparegut una de les figures més característiques del capitalisme, l'empresari, que és, segons Schumpeter, l'individu que assumeix riscos econòmics no personals. Un element clau del capitalisme és la iniciació d'una activitat amb la finalitat d'obtenir beneficis en el futur; ja que aquest és desconegut, tant la possibilitat d'obtenir guanys com el risc d'incórrer en pèrdues són dos resultats possibles, pel que el paper de l'empresari consisteix a assumir el risc de tenir pèrdues o guanys.
El camí cap al capitalisme a partir del segle xiii va ser aplanat gràcies a la filosofia del Renaixement i de la Reforma. Aquests moviments van canviar de forma dràstica la societat, facilitant l'aparició dels moderns Estats nacionals (i posteriorment l'Estat de Dret com sistema polític i el liberalisme clàssic com ideologia) que van proporcionar les condicions necessàries per al creixement i desenvolupament del capitalisme en les nacions europees. Aquest creixement va ser possible gràcies a l'acumulació de l'excedent econòmic que generava l'empresari privat i a la reinversió d'aquest excedent per a generar major creixement econòmic, la qual cosa va generar industrialització en les regions del nord.

## Classificació dels models capitalistes
L'economista Branko Milanović defensa que avui en dia (2020) es distingirien dos models principals de capitalisme: el capitalisme liberal meritocràtic i el capitalisme polític, prenent Estats Units d'Amèrica i Xina com a casos de referència respectivament. Segons el mateix autor, històricament, abans del capitalisme liberal meritocràtic, li hauria precedit un capitalisme anomenat clàssic (fins a la Segona Guerra Mundial) i un de tall més socialdemòcrata (fins a finals del segle xx). El capitalisme liberal meritocràtic es caracteritzaria respecte als anteriors perquè els ingressos d'aquells membres considerats rics no vindrien només del seu capital (sovint propietat) sinó també de llur propi treball (això és, com a treballadors assalariats d'elit). Igualment en aquest model tindria lloc una major homogàmia que en estadis anteriors, aparellant-se entre ells els membres d'una mateixa classe social, contribuint així a una progressiva major desigualtat econòmica.
El capitalisme polític, que en molts casos, com ara la Xina, hauria sorgit precisament després del pas per un estat socialista com a part d'un procés de descolonització, es caracteritzaria respecte a l'altre model capitalista per tenir una administració i burocràcia potencialment més eficient, una interpretació de la llei més laxa (que comporta una tolerància a una certa corrupció) i una major autonomia de l'estat respecte a una classe capitalista diferenciada.

## Liberalisme econòmic
El liberalisme econòmic és una teoria política i d'economia desenvolupada a l'època de la Il·lustració (segle xviii) i formulada per Adam Smith segons la qual l'economia s'autorregula sense cap intervenció per part de l'Estat i que reclama doncs que aquesta sigui mínima o si pot ser nul·la. Segons aquesta idea, la llibertat econòmica conduiria a una societat més harmoniosa i igualitària, junt a un augment progressiu i indefinit de la prosperitat. Es produiria un ordre espontani generat per la mà invisible que condueix que els individus segueixin el seu egoisme personal i que ordenaria, per exemple, els preus justs de cada servei o producte, així com els salaris i la societat en general.
El liberalisme econòmic es basa en la propietat privada i el contracte individual. Les primeres teories liberals es basaven en la presumpció que les accions econòmiques dels individus són sobretot basades en el mateix interès, i que permetre'ls actuar sense restricció comportaria una mena de selecció natural que portaria als resultats òptims.
És el model econòmic que tenen els partits polítics de dretes, mentre que els d'esquerres, que ho consideren "la llei de la selva" prefereixen la participació de l'Estat per a garantir certes necessitats bàsiques per a tothom i per a protegir els febles front als més forts. Aquesta diferència en la manera de tractar l'economia d'un poble, que pot tenir moltes posicions intermèdies, més moderades o radicals, a una banda o l'altra, és en principi una de les diferències fonamentals en què es basen la majoria de partits polítics de les democràcies actuals. També els Estats decideixen en general una política més o menys liberal, així, en països més liberals econòmicament parlant, com el Regne Unit o els Estats Units, es paguen pocs impostos però hi ha moltes desigualtats socials, mentre que en d'altres menys liberals, com alemanya o França, se'n paguen més però tothom té dret a l'educació, la sanitat, la jubilació, etc.

## Neoliberalisme
Típicament, el terme neoliberalisme es refereix a la filosofia politicoeconòmica que propugna la mínima intervenció d'organismes estatals sobre l'economia i la política. Així el paper de l'estat es redueix a garantir les llibertats individuals.
Es focalitza en els mètodes de lliure mercat, en la disminució de les restriccions a les operacions de les empreses, i en l'establiment dels drets de propietat. Quant a la política internacional, el neoliberalisme a les relacions internacionals proposa l'obertura comercial per qualsevol mètode possible; l'obertura comercial es refereix a l'adopció de tractats de lliure comerç i la divisió internacional del treball, cap a una integració econòmica.
El neoliberalisme ha estat un corrent de pensament econòmic i polític predominant en la política aplicada des de començaments de la dècada de 1970, consolida durant els anys 80 i 90 del segle xx i encara plenament vigent avui dia. Encara que s'origina en l'etapa següent a la Segona Guerra Mundial i és hereu de les teories neoclàssiques de finals del segle xix, no és fins als anys 70 quan s'imposa a nivell internacional.
Després de la Segona Guerra Mundial, Europa presenta un creixement econòmic. Entre el 1969 i el 1971 es presenta un fenomen conegut com a estagflació, generant una greu crisi penetrant especialment en els països capitalistes dependents (tercermundistes) i afectant greument els socialistes. Des de principis dels anys 80, el liberalisme va tornar a considerar-se com l'única manera adequada de governar. Era el nou liberalisme: el neoliberalisme. Els governs de Margaret Thatcher, a la Gran Bretanya, i de Ronald Reagan, als Estats Units, van canviar recuperant les velles idees liberals i les van aplicar a l'economia domèstica. Margaret Thatcher va justificar el seu programa amb una paraula, TINA: There is no Alternative. El valor central de la doctrina de Thatcher, i el neoliberalisme en si mateix, és la noció de competència entre les nacions, regions, empreses i, per descomptat, individus.
Els Estats Units, Europa i el Japó inicien processos d'estabilització econòmica, disminuint càrregues fiscals, retallant despeses socials, facilitant l'intercanvi amb l'exterior i s'aprofundeix la divisió internacional del treball: es creia que amb aquestes mesures el món estava a punt per a la seva fase de creixement.

### Principis fonamentals
El neoliberalisme refusa la possibilitat d'una intervenció positiva de l'estat en l'economia, i centra el progrés econòmic i fins i tot, en casos extrems, la justícia social, en el foment del lliure mercat i la reducció de les restriccions a les decisions de les empreses. Els seus defensors afirmen que els guanys nets obtinguts mitjançant l'intercanvi en el lliure mercat capitalista superen els costos en tots els casos.
Segons el neoliberalisme, la liberalització permet distribuir la riquesa, amb un comerç sense monopolis ni oligopolis, amb la intenció de millorar la productivitat. Impulsa la inversió de capital en béns i serveis per a baixar el preu de mercat del producte (per exemple en transports i mà d'obra barata) i fa augmentar el consum amb el mecanisme del lliure mercat. Els principis bàsics, doncs, són:
- L'estat no ha d'intervenir en la regulació del comerç exterior ni en els mercats financers. La lliure circulació de capitals garanteix l'assignació més eficient dels recursos a nivell internacional.
- L'estat no ha de competir amb la iniciativa privada. Tots aquells serveis que puguin ser oferts pel sector privat han d'ésser privatitzats.
- El dèficit públic és perjudicial per a l'economia, ja que absorbeix estalvi privat, fa augmentar els tipus d'interès i disminuir la inversió privada.
- La protecció social garantida per l'estat del benestar i les polítiques redistributives són negatives per al desenvolupament econòmic.
- La regulació del mercat de treball des de qualsevol altre organisme que no siguin les mateixes empreses, és intrínsecament negativa, ja que impedeix arribar al salari d'equilibri (equilibri entre l'oferta i la demanda de treballadors).

## Crítica del capitalisme
La crítica del capitalisme ha estat objecte d'una forta controvèrsia sociològica i política. Moltes d'aquestes crítiques són abordades des de la perspectiva de les condicions de vida de la ciutadania o de la moralitat del sistema productiu i d'enriquiment. Aquestes crítiques varien des de gent a qui els desagrada els principis del capitalisme en la seua integritat fins a aquells que discrepen amb els resultats particulars del capitalisme. Entre els quals desitgen reemplaçar el capitalisme amb un mètode diferent de distribuir els béns, es pot fer una distinció entre aquells que creuen que el capitalisme solament pot ser superat amb una revolució (per exemple, la revolució socialista) i aquells que creuen que el canvi pot vindre lentament per mitjà del reformisme (per exemple, la democràcia social). Algunes crítiques reconeixen mèrits en el capitalisme i cerquen equilibrar el capitalisme amb alguna forma de control social, típicament a través de regulació governamental (per exemple, el Partit Laborista (Regne Unit)).
Les crítiques s'originen poc després del sorgiment del capitalisme modern. Segons les crítiques contemporànies, la ràpida industrialització després de la revolució industrial creà condicions laborals vistes com a injustes, incloent 14 hores de treball diari, explotació infantil i assentaments informals. Algunes novel·les populars van sorgir durant aquest temps tenint una visió pessimista de la revolució industrial, com és el cas d'algunes escrites per Charles Dickens. Els economistes moderns optimistes argumentaven que les condicions havien estat encara pitjors amb anterioritat i que l'evidència empírica mostrava que fins i tot la revolució industrial primerenca incrementà el terme mitjà dels estàndards de vida i l'expectativa de vida. Els economistes moderns més pessimistes argumentaren que les condicions no milloraren o solament ho van fer lentament després de 1840.
Alguns pensadors primerencs socialistes rebutjaren el capitalisme per complet, intentant crear comunitats socialistes lliures de les injustícies percebudes com a pròpies del capitalisme primerenc. Entre aquests "socialistes utòpics" es trobava Charles Fourier i Robert Owen. Altres pensadors socialistes arguïen que el socialisme no podia ser implementat abans que les forces històriques crearen les condicions adequades i van veure la revolució industrial com un nou sistema que podia potencialment produir suficients béns per a la població humana sencera, però que era obstaculitzat pel seu mètode ineficient de distribuir béns. En 1848, Karl Marx i Friedrich Engels publicaren el Manifest Comunista, un pamflet que esbossà una crítica política i econòmica del capitalisme, basada en la filosofia del materialisme històric. Des de llavors, el seu manifest es convertí en un dels llibres més influents. Un coetani de Marx, el mutualista Pierre-Joseph Proudhon va ser un dels primers a cridar-lo anarquista.

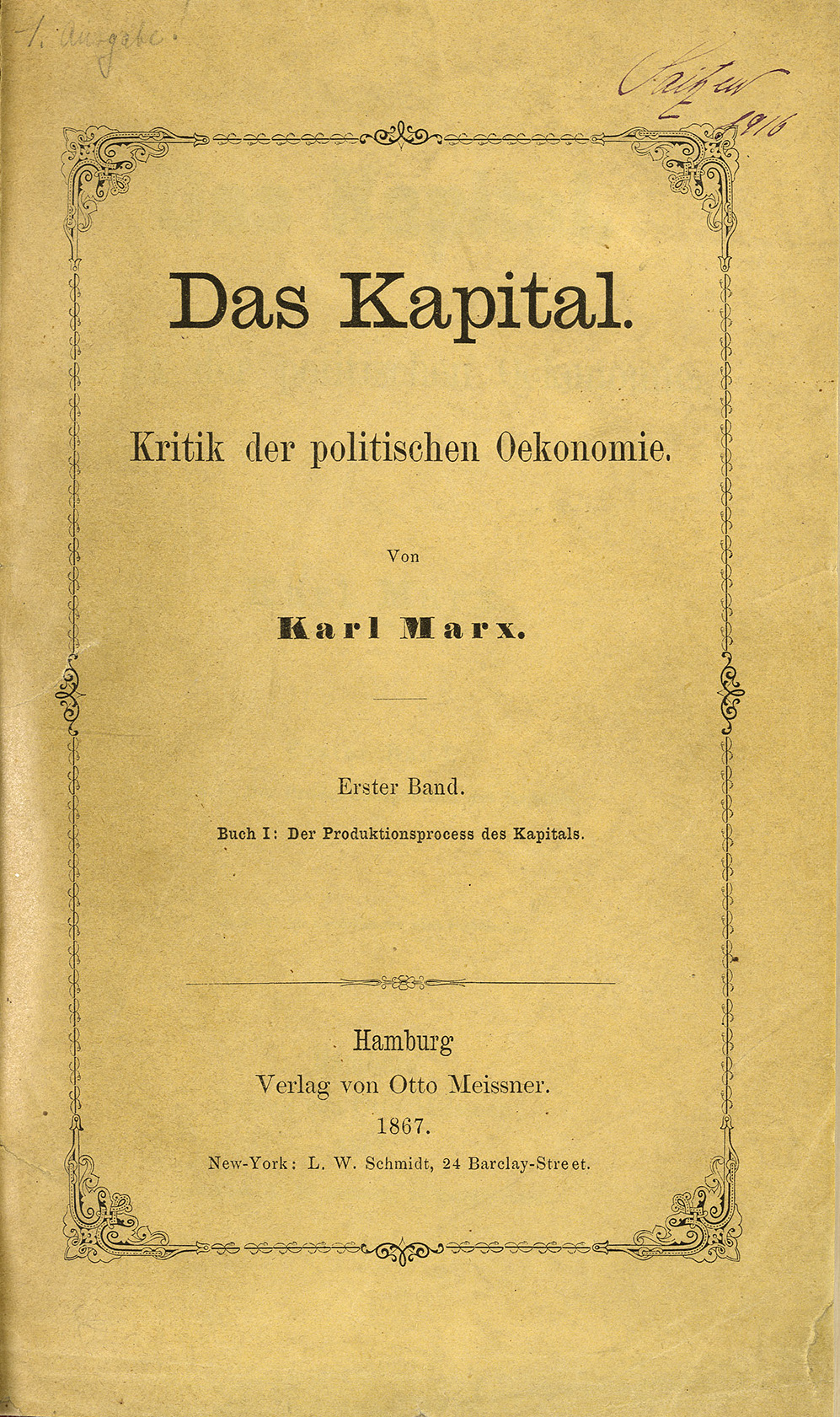
Portada de la primera edició de 1867 del llibre Das Kapital de Karl Marx. El llibre conté una crítica de l'economia política.

Aquestes crítiques clàssiques han patit una certa transformació des d'aqueixa època. Molts autors han modificat o actualitzat els seus pensaments per a incorporar canvis en les societats capitalistes. Per a principis del segle xx, una miríada de tendències socials han sorgit basades en diferents interpretacions d'esdeveniments actuals. Monopolisme, colonialisme accelerat, la difusió dels sindicats laborals, l'ampliació del sufragi i el clar increment dels estàndards de vida, per exemple, on noves tendències que critiquen el capitalisme, tals com Mijaíl Bakunin, Vladímir Lenin i Eduard Bernstein, procuren entendre i contribuir a les diferències en models organitzacionals (per exemple, anarcosindicalisme, socialdemocràcia i bolxevisme). En identificar problemes amb el capitalisme de lliure mercat, els governs també van començar a posar restriccions a les operacions de mercat i van crear l'intervencionisme econòmic que va intentar millorar els defectes percebuts del mercat. Economistes keynesians britànics i el New Deal nord-americà van tenir efectes duradors en les polítiques socials d'ambdós països. Començant amb la Revolució Soviètica, els estats socialistes van incrementar en nombre i va començar la Guerra Freda amb les nacions desenvolupades capitalistes. No obstant això, després de les revolucions de 1989, molts d'aquests estats es van adaptar obertament a les economies de mercat. La majoria dels restants estats ex comunistes han implementat també extenses liberalitzacions de mercat.

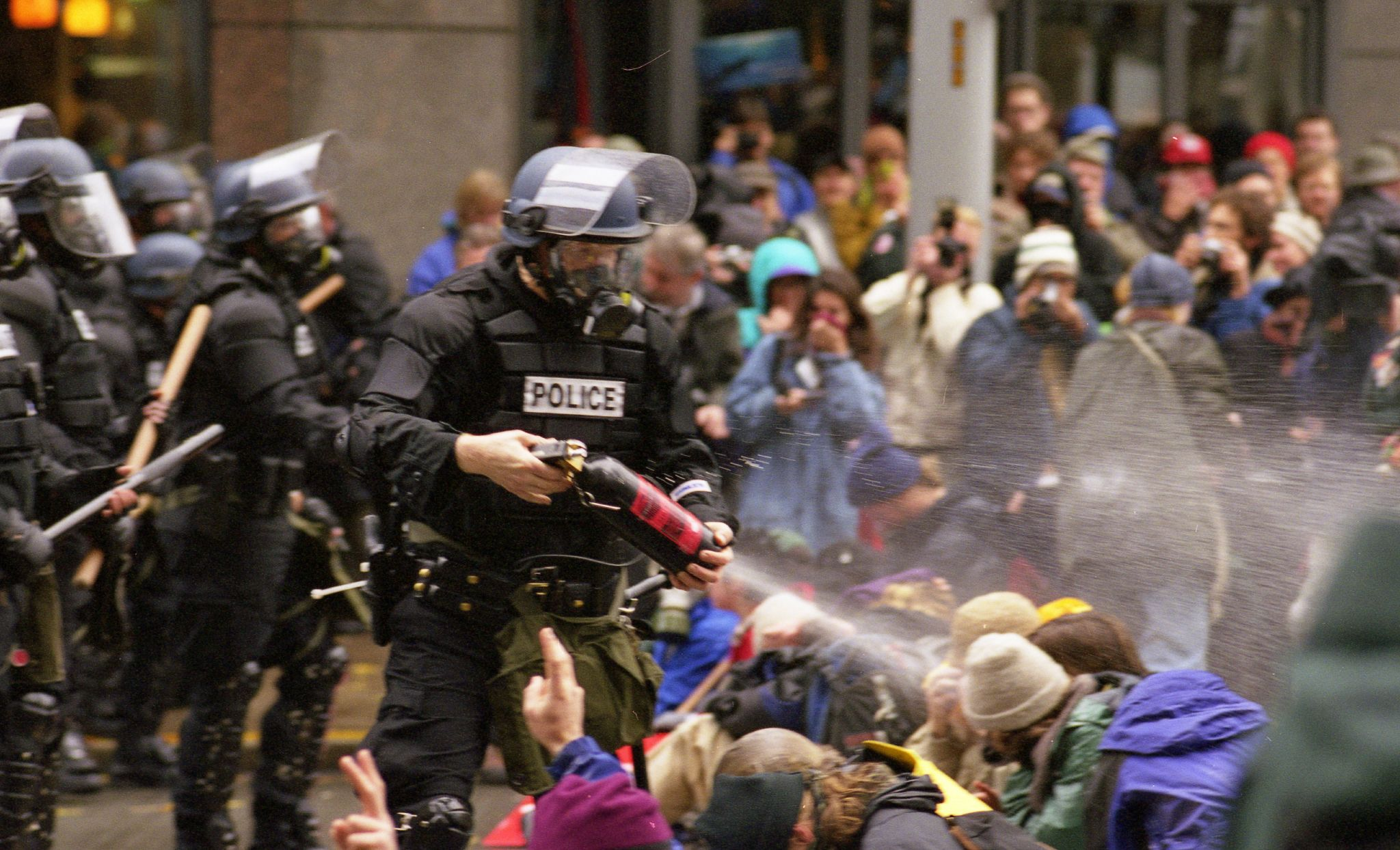
Protestes contra les reunions de l'Organització Mundial del Comerç. La policia carregant contra els manifestants.

En l'era actual persisteixen les crítiques del capitalisme. Particularment, pel que fa a la nova economia global i el capitalisme salvatge que l'acompanya, els crítics han argumentat a favor de la intervenció governamental o contra el capitalisme. Aquesta crítica pot involucrar defectes apercebuts del mercat entorn de l'escalfament global, explotació de ciutadans sota el capitalisme consumista, allunyament d'economies manufacteres per dependència de mercats financers i imperialisme econòmic en una edat de globalització. Moltes organitzacions actuals, que no necessàriament rebutgen el capitalisme, s'enfoquen a canviar polítiques nacionals i corporatives (per exemple, Greenpeace). Altres organitzacions tenen una visió holística, entenent la injustícia capitalista com un problema sistèmic (per exemple, els ecologistes socials o els economistes participatius).